# Veronica peduncularis
Veronica peduncularis là một loài thực vật có hoa trong họ Mã đề. Loài này được M. Bieb. miêu tả khoa học đầu tiên.

## Hình ảnh

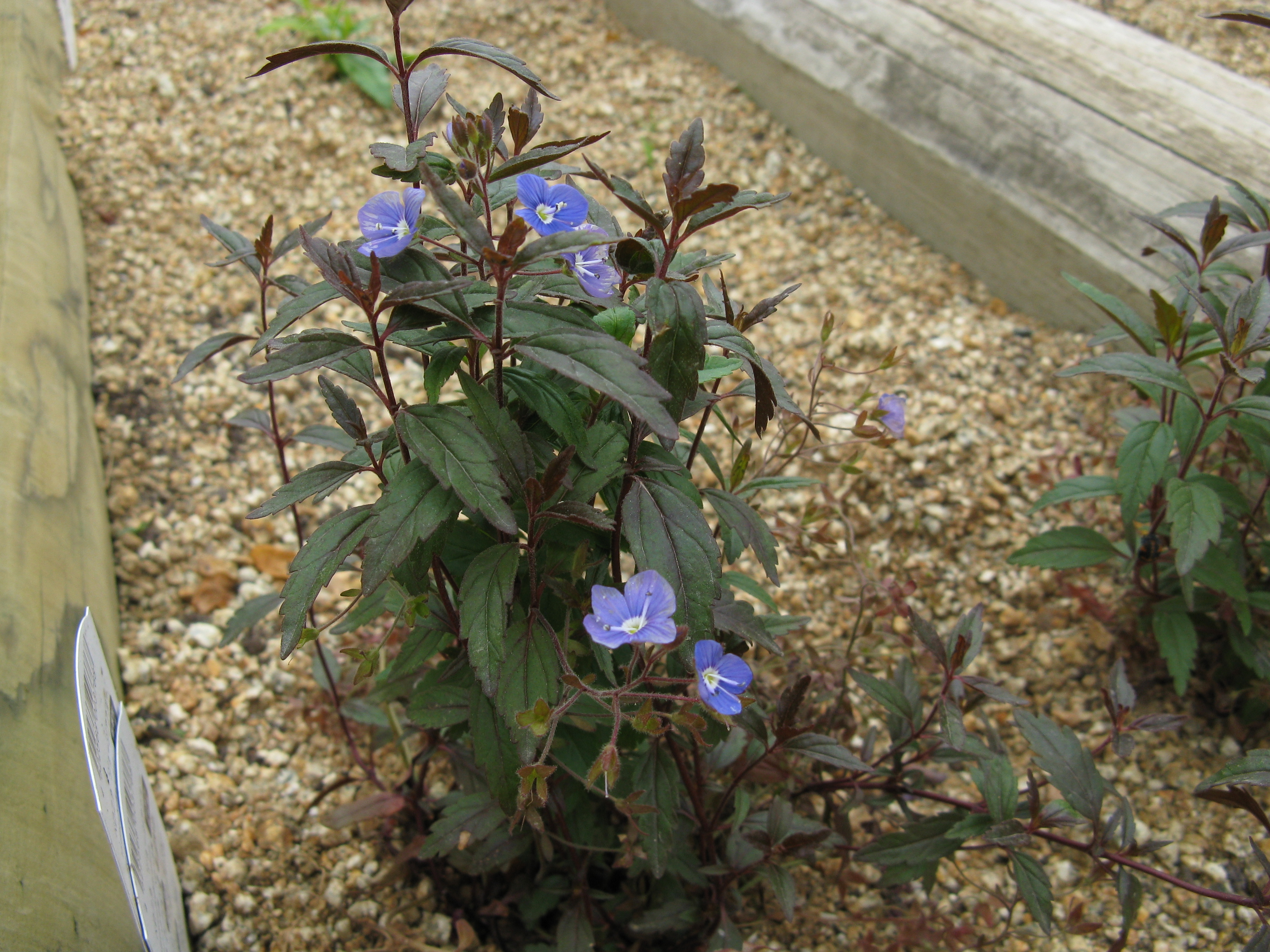
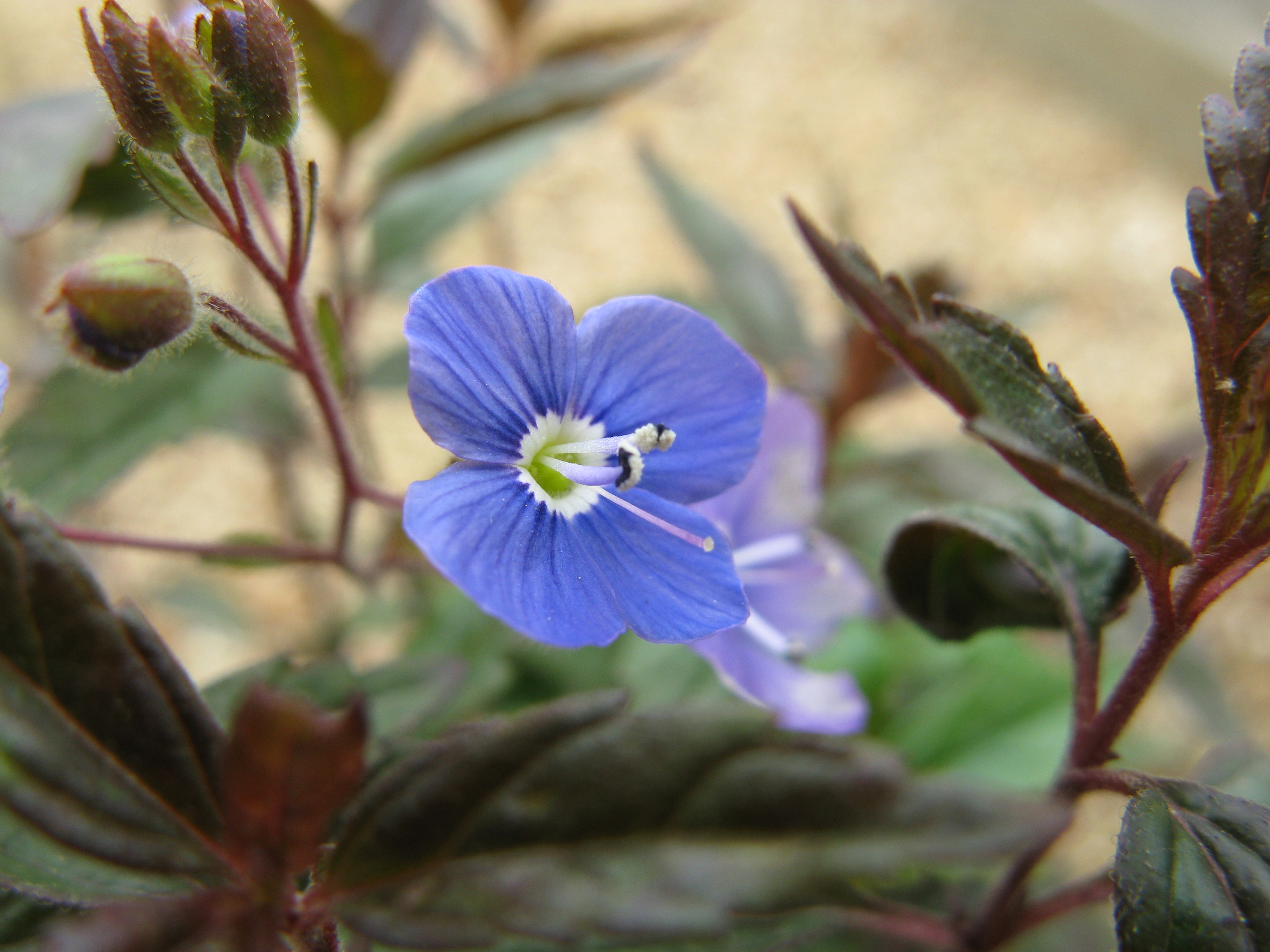